# عزيز الكيناني
عزيز الكيناني حارس كرة قدم مغربي، ولد بقلعة السراغنة المغرب في 20 أغسطس 1978 ، يلعب مع نادي المغرب التطواني منذ 2011 ، كما أنه لعب لعدة أندية من بينها الكوكب المراكشي واتحاد طنجة بالإضافة إلى النادي المكناسي الذي حقق معه الصعود إلى القسم الأول موسم 2010-2011 عندما استقبلت شباكه 10 أهداف فقط في 34 مقابلة .

## الكيناني 29 عالمياً
موسم 2011-2012 حقق عزيز رقم قياسي تمثل في الحفاظ على نظافة شباكه لـ 1104 دقيقة لمدة 12 مقابلة من 18 ديسمبر 2011 إلى 4 أبريل 2012 ليصنف من قبل الاتحاد الدولي للتأريخ والإحصاء في الرتبة 29 عالمياً للحراس المحافظين على نطافة شباكهم .

## مع المغرب التطواني
تمكن الكيناني من قيادة فريقه المغرب التطواني للفوز بلقب الدوري المغربي في أول نسخة احترافية موسم 2011-2012 ، ويعتبر هذا اللقب هو الأول في تاريخ المغرب التطواني منذ تأسيسه قبل أزيد من 80 عاماً، الكيناني سجل عليه 13 هدفاً في 30 مقابلة ليقود فريقه للتتويج بأول لقب في تاريخه .

## روابط خارجية
- عزيز الكيناني على موقع الاتحاد الدولي (مؤرشف)  (الإنجليزية)
- عزيز الكيناني على موقع Soccerway.com (الإنجليزية)
- عزيز الكيناني على موقع كووورة